# الجليل أيه سي إي
الجليل أيه سي إي (بالإنجليزية: IWI Galil ACE) ، هي سلسلة من بنادق الهجوم وبنادق المعركة التي طورتها وصنعتها شركة صناعات السلاح الإسرائيلية (IWI)، وتم إنتاجها في عيارات 5.56 × 45 مم من حلف شمال الأطلسي و7.62 × 39 مم و7.62 × 51 مم من حلف شمال الأطلسي.
تعتمد سلسلة الجليل أيه سي إي على التصميم الأصلي لـ آي أم آي جليل ، ولكنها تستخدم بدلاً من ذلك تصميمًا حديثًا لزيادة دقتها وخفض وزنها، مع الحفاظ على بيئة العمل الأصلية لـ الجليل وسهولة الصيانة والموثوقية في ظل ظروف المعركة.  في التصميم، تم التركيز بشكل خاص على زيادة الموثوقية والدقة في ظل ظروف ساحة المعركة المعاكسة.

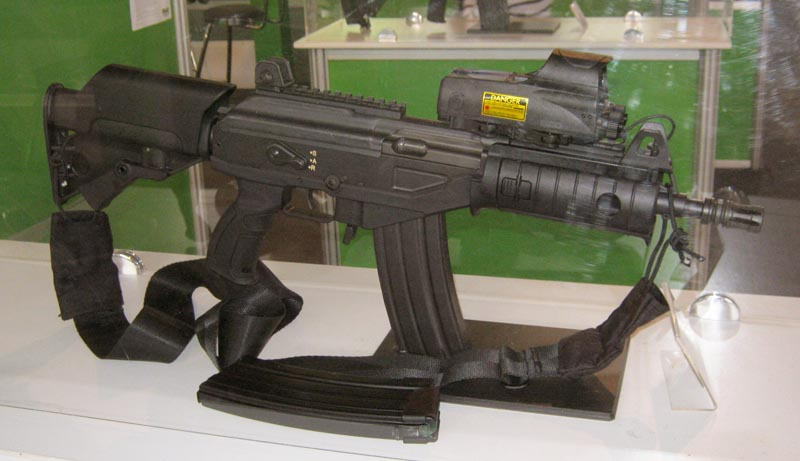
رشاش الجليل إيس 21 مزود بمشط الجليل سِعة 35 طلقة.

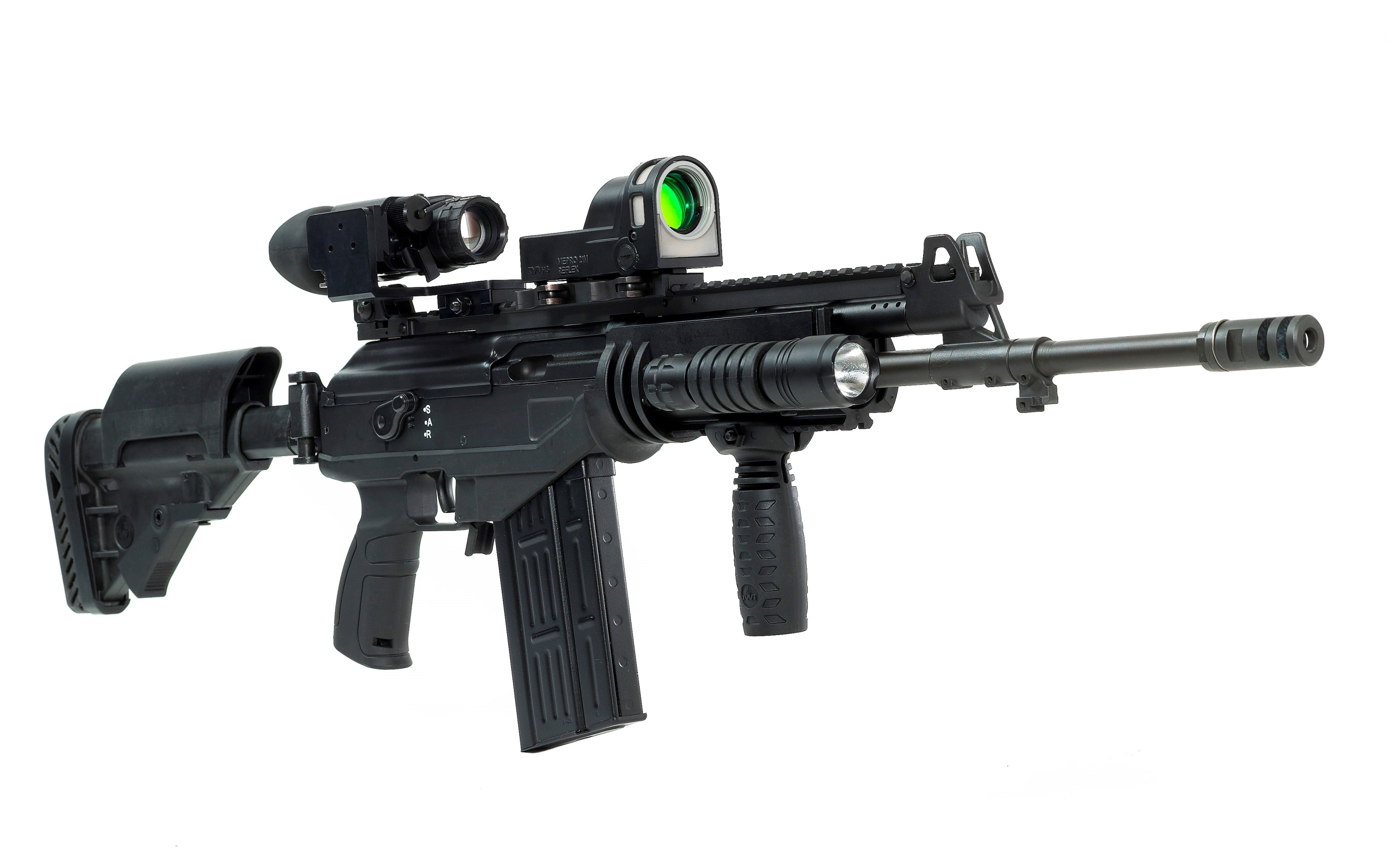
الجليل إيس ٥٢ مع ملحقات متنوعة.

## المستخدمون

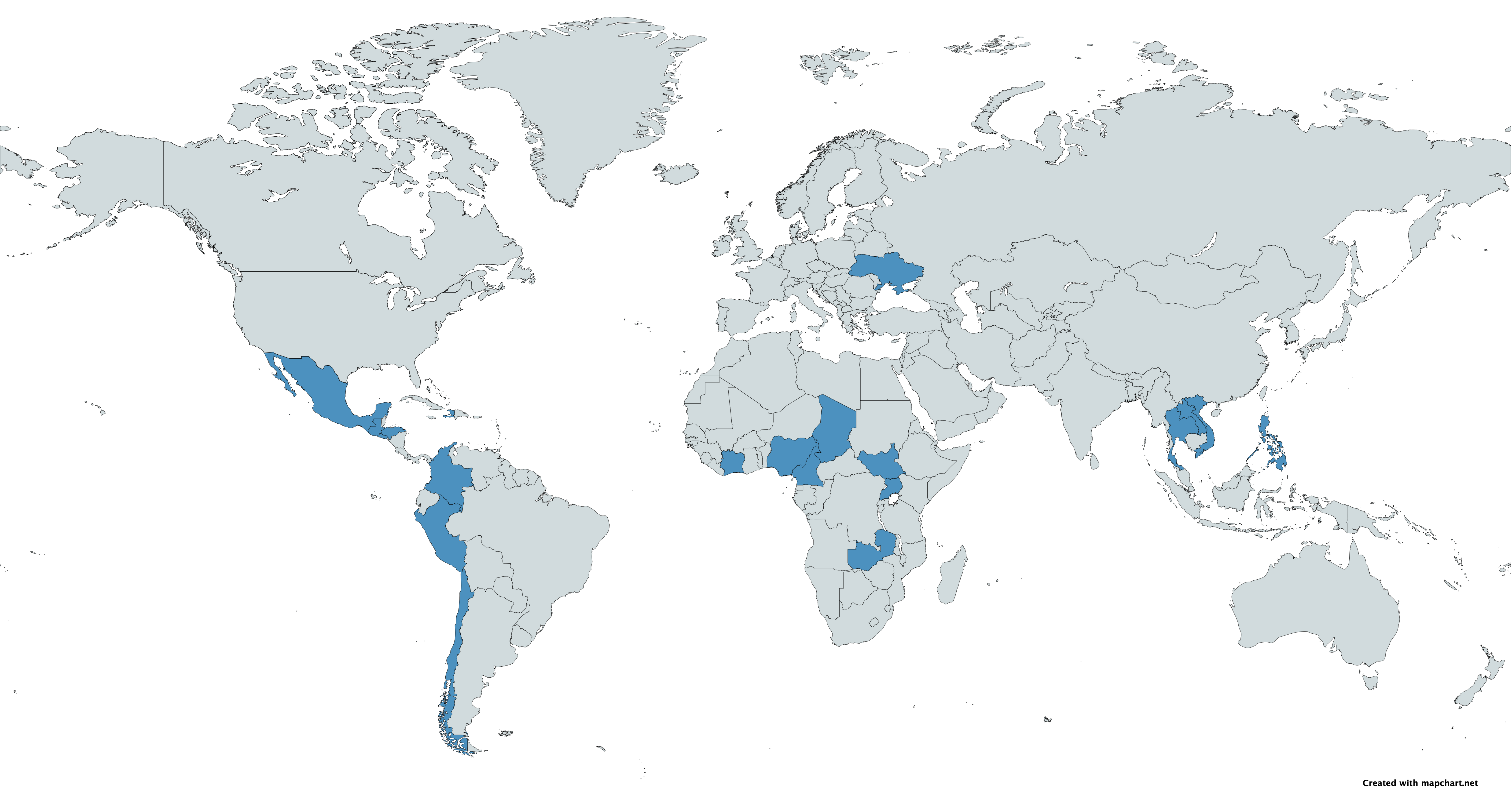
خريطة لمستخدمي بندقية الجليل باللون الأزرق.